# دیجیتال فیول
دیجیتال فیول (انگلیسی: Digital Fuel) شرکت نرم‌افزار آمریکایی است، که در سال ۲۰۰۰ تأسیس شد.